# Lathyrus sphaericus
Lathyrus sphaericus és una espècie de planta amb flors del gènere Lathyrus dins la família de les fabàcies (Fabaceae). És una planta nativa d'Europa, nord d'Àfrica, les muntanyes tropicals africanes i la zona d'Àsia que va des de Turquia fins a l'Índia.
Pot créixer en molts tipus d'hàbitats, incloent-hi les àrees pertorbades. Aquesta és una herba anual de tiges primes sobre la qual creixen sobre nusos fulles aparellades de fins a 6 centímetres de llarg i un circell. La inflorescència es compon d'una flor papilionàcia sobre una tija d'un o dos centímetres de llarg que acaben en una cerra. La flor és d'un vermell ataronjat. El fruit és un llegum sense pèl, amb estries longitudinals.